# Poleżan
Poleżan (bułg. Полежан) – czwarty względem wysokości szczyt w górach Piryn, granitowy, ulokowany w obwodzie Błagojewgrad. Dawna nazwa Mangar tape. Blisko szczytu znajduje się schronisko turystyczne Bezbog.